# Wsewolod Petriw

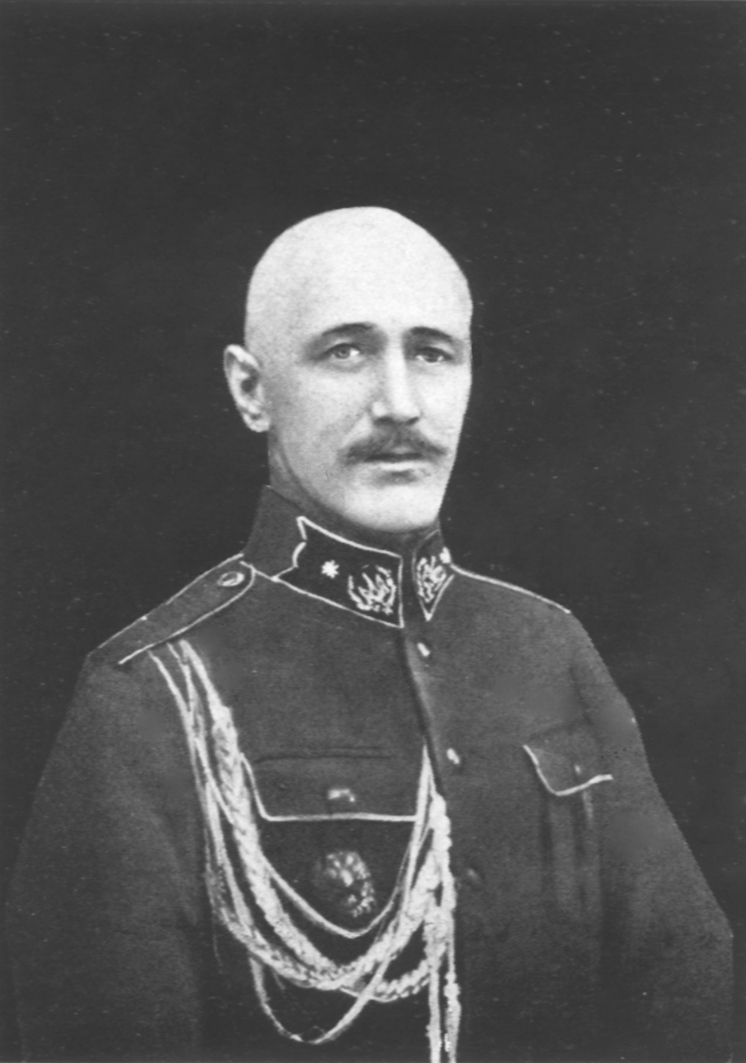
Wsewolod Petriw 1920

Wsewolod Mykolaiowytsch Petriw (* 2. Märzjul. / 14. März 1883greg. in Kiew, Russisches Kaiserreich; † 10. Juli 1948 in Regensburg, Deutschland) war ein Offizier der Kaiserlich Russischen Armee sowie ukrainischer Militärführer und Politiker.

## Leben
Wsewolod Petriw beendete im Ende August 1900 das Kiewer Wladimir-Kadettenkorps und war im Anschluss bis 1902 an der Pawlowsk Höheren Militärschule in Sankt Petersburg nach deren Beendigung er als Leutnant zur Kaiserlich Russischen Armee ging. 1910 absolvierte Petriw die Zar-Nikolai Militärakademie in Moskau. Daraufhin wurde er Kommandeur des 165. Infanterie-Regiment Lutzk in Kiew, arbeitete sich bis zum Stabsoffizier hoch und nahm dann am Ersten Weltkrieg und an Kampfhandlungen in der Ukraine teil. Nach dem Ersten Weltkrieg erhielt Petriw den Rang eines Obersts und arbeitete als Stabschef in Kiew. 1918 war er als Regimentsführer an der Unterdrückung der Kiewer Arsenalwerk-Revolte beteiligt. Seit Juni 1918 war er im Generalstab des neu gegründeten Ukrainischen Staates und aktiv an der Bildung der ukrainischen Militäreinheiten beteiligt. Am 9. Juli 1919 wurde er Kriegsminister der Ukrainischen Volksrepublik und am 5. November Stellvertretender Kriegsminister. Im Juni 1922 zog er sich freiwillig in ein Lager zurück und emigrierte nach Chust, wo er als Lehrer arbeitete. Im Anschluss lehrte er an der ukrainischen höheren pädagogischen Universität in Prag.
Nachdem die Rest-Karpatenukraine am 15. März 1939 in Chust ihre Unabhängigkeit erklärte, lehnte er den Oberbefehl über die Streitkräfte der Karpatenukraine ab. Unter der kurzzeitigen, von einer Versammlung von OUN-(B)-Angehörigen in Lemberg am 30. Juni 1941 ausgerufenen unabhängigen Ukraine unter Jaroslaw Stezko war Petriw deren Verteidigungsminister.
Während des Zweiten Weltkrieges nahm er an unterschiedlichen Verhandlungen über das Schicksal der Ukraine mit den Deutschen teil. Bei mehreren Gelegenheiten erhielt er Angebote, die Ukrainische Befreiungsarmee (1943) und 1945 die Ukrainische Nationalarmee zu führen, welche er aber ablehnte. Er war jedoch einer der engsten Berater von deren Kommandeur Pawlo Schandruk.
1945 emigrierte Petriw nach Deutschland und starb nach einer, durch Unterernährung und Überarbeitung verursachten, schweren Krankheit in einem Lager für Vertriebene in Regensburg.

## Ehrungen
- 1907 Russischer Orden der Heiligen Anna 3. Klasse[2]
- 1913, 1914 Sankt-Stanislaus-Orden 2. Klasse[2]
- 1915 Orden des Heiligen Wladimir 4. Klasse mit Schwertern und Bogen[2]
- Symon-Petljura-Kreuz der Ukrainischen Volksrepublik